# Hardinxveld-Giessendam
Hardinxveld-Giessendam este o comună în provincia Olanda de Sud, Țările de Jos. 

## Localități componente
Giessendam, Neder-Hardinxveld, Boven-Hardinxveld